# Latastia taylori
Latastia taylori (довгохвоста ящірка Тейлора) — вид ящірок родини ящіркових (Lacertidae). Ендемік Сомалі.

## Поширення і екологія
Довгохвості ящірки Тейлора поширені на північному сході Сомалі. Вони живуть в акацієвих заростях і напівпустелях.